# 43 Korpus Strzelecki (ZSRR)
43 Korpus Strzelecki (ros. 43-й стрелковый корпус) – wyższy związek taktyczny Armii Czerwonej z okresu II wojny światowej.
W 1945 roku razem ze 115 Korpusem Strzeleckim wchodził w skład 59 Armii. W czasie walk na ziemiach polskich 43 KS dowodził gen. mjr Anatolij Andriejew. Oddziały korpusu uczestniczyły m.in. w ofensywie Armii Czerwonej rozpoczętej 12 stycznia 1945 roku, biorąc udział w przełamaniu niemieckich fortyfikacji Stellung a2, oraz w walkach w rejonie Krapkowic.

## Struktura organizacyjna
Skład w 1945 roku:
- 13 Dywizja Strzelecka
- 80 Dywizja Strzelecka
- 314 Dywizja Strzelecka